# Psilocurus pygmaeus
Psilocurus pygmaeus är en tvåvingeart som beskrevs av Hull 1961. Psilocurus pygmaeus ingår i släktet Psilocurus och familjen rovflugor. Inga underarter finns listade i Catalogue of Life.